# 吉谟雅丁
吉谟雅丁，元朝末年回回诗人。字元德，汉名马元德，丁鹤年之胞兄（一说表兄弟）。
他的祖先是西域商人，曾经赞助蒙古军西征，后随元世祖忽必烈征战有功，世代为官。其父官至武昌达鲁花赤，于是定居武昌。至正十七年（1357年）中进士，担任翰林应奉，授定海（今浙江镇海县）令。至正二十六年（1366年）升任为奉化（今浙江奉化县）知州。因得罪权贵，贬为江南行御史台掾。后北起用为知昌国州（治在今浙江舟山市定海区）、浙东元帅。为官清廉，减役轻刑。在任上去世。工诗，有诗名，抒发报国之志、厌乱之情，常与丁鹤年和诗。时人赞其“文章奎壁照人间”。有诗作一卷、已佚，《丁鹤年集》附录收有其诗作。